# Удальцов, Иван Дмитриевич
Ива́н Дми́триевич Удальцо́в (7 [19] марта 1885, Москва — 30 января 1958, Москва) — советский юрист и экономист, педагог, администратор, политический деятель, и. о. ректора, директор Московского государственного университета (1928—1930), инициатор создания и первый директор МГИМО. Доктор юридических наук, профессор. Один из крупнейших реформаторов в истории Московского университета советского периода. Организатор и редактор первой общеуниверситетской газеты «Первый университет». Депутат Моссовета. Делегат IX съезда РКП(б) с правом решающего голоса. Главный редактор Соцэкгиза. Один из авторов Большой Советской энциклопедии. Член Президиума и секретарь Главного Учёного совета Наркомпроса. Член Хамовнического (Фрунзенского) райкома ВКП(б).

## Биография

### Ранние годы. Образование
Родился 7 (19) марта 1885 года в Москве в дворянской семье (отец — врач 2-й Градской больницы Дмитрий Иванович Удальцов).
В 1903 году окончил с золотой медалью 1-ю Московскую гимназию и поступил на юридический факультет Московского университета, параллельно посещая лекции и семинары исторического факультета. С открытием в 1905 году на юридическом факультете экономического отделения переориентировался на изучение экономических наук.
Член революционного движения с 1904 года (имел связи с замоскворецкими большевиками, оказывал им материальную помощь, предоставлял свою квартиру (Остоженка, 16) для хранения нелегальной литературы, организации явок и заседаний). Член Российской социал-демократической рабочей партии с 1905 года, большевик, с 1906 года — секретарь университетской ячейки РСДРП(б), принимал активное участие в революционном движении в годы Революции 1905—1907. Весной 1906 на квартире Удальцова (Остоженка, д. 16) состоялось расширенное заседание Московского комитета РСДРП(б), на котором выступил В. И. Ленин. Паролем для пропуска на заседание служили слова: '«к Ивану Дмитриевичу от Владимира Ильича»'. На студенческой сходке в ноябре 1906 г. И. Д. Удальцов был избран в Центральный студенческий орган по социал-демократическому списку, стал секретарем этой организации. Входил в коалиционный Совет студентов университета, участвовал в похоронах Н. Баумана. Участвовал в помощи повстанцам Красной Пресни, вместе с другими студентами два дня находился в осажденном полицией здании университета. В 1907 году Удальцов был арестован, отчислен из университета и после окончания полугодичного следствия, во время которого находился в Бутырской тюрьме, приговорён к высылке в Вологодскую губернию, но получил разрешение уехать за границу без права возвращения до 1910 года. Продолжал учёбу в Германии, в университетах Фрейбурга, Лейпцига и Мюнхена. Вступил в местную социал-демократическую организацию русских эмигрантов, за что был арестован в Дрездене и после трёхмесячного заключения выслан за пределы Пруссии и Саксонии.
После возвращения в 1910 году на родину Удальцов не смог восстановиться в Московском университете из-за «принадлежности к революционным организациям» и вскоре был призван на воинскую службу, служил в чине рядового, демобилизован в 1911 году. Сдав экстерном университетские экзамены и получив соответствующее свидетельство (1912), занимался юридической практикой.

### Участие в Первой мировой войне
Участник Первой мировой (на Юго-Западном фронте, 132 пехотный полк) и Гражданской войн, на которых занимался революционной пропагандой. После Февральской революции избран председателем полкового Комитета, а также председателем Совета рабочих, крестьянских и солдатских депутатов г. Залещики (Галиция). Делегат от своего полка на Съезде армии и Юго-Западного фронта. Избран с состав Исполнительного комитета фронта, затем секретарём его Президиума. В этом качестве принимал участии в аресте генералов Деникина, Маркова и Орлова в Бердичеве.
С 1918 года, после демобилизации, на партийной работе. Был лично знаком с В. И. Лениным, Л. Д. Троцким, Л. Б. Каменевым, Н. К. Крупской и др. политическими деятелями. Работал в Культурном отделе Моссовета, стал первым директором организованных им же сельскохозяйственных курсов при Петровской сельскохозяйственной академии. Работал в Наркомате просвещения, участвовал в создании Социалистической академии общественных наук, стал ее членом. В 1919 году вновь мобилизирован в Красную армию и направлен на фронт. Был заместителем начальника политотдела 16-й армии Юго-Западного фронта. По инициативе И. Д. Удальцова был создан Красноармейский университет (Крунт), он стал его директором и одним из лекторов. В 1921 году опять демобилизован и вместе с В. П. Волгиным, А. Я. Вышинским и др. коммунистами был направлен на работу в Московский университет для революционной перестройки преподавания общественных наук.

### Руководство МГУ
С января 1921 года профессор политэкономии, затем — зам. декана и декан факультета общественных наук, факультета советского права (1921—1928). Член Правления МГУ (1927—1930), член университетской ячейки ВАРНИТСО. Исполняющий обязанности ректора, директор МГУ (1928—1930).
На посту ректора Удальцов проводил реорганизацию МГУ, во время которой шёл демонтаж всех его структур, имевший целью полную ликвидацию университета. Идейная подготовка к проведению этого демонтажа активно развернулась в декабре 1929 — январе 1930. В журнале «Красное студенчество» вышла статья Удальцова «175-летний старец», в которой университет оценивался как «форма, связанная с русским средневековьем», которая «уже отжила свой век» и «вступает в конфликт с жизнью». «Университет, разросшийся в чудовищно громоздкое учреждение, объединяющее в себе шесть разнородных факультетов, не может с нужной быстротой разрешать выдвигаемые жизнью вопросы. Университет не в состоянии приспособиться к условиям и темпам социалистического строительства. Университет отстаёт от жизни и в сущности он оказывается не двигателем, а тормозом развития науки… Мы считаем необходимым расчленение университета на его вполне самостоятельные составные части… Пора старику-университету на 175-летнем юбилее своей жизни — на покой. Около девяти тысяч студентов, две тысячи рабочих и служащих, полторы тысячи научных работников, 14 гектаров крыш на университетских зданиях и одиннадцать километров тротуаров вокруг них сами настаивают на своём разделении». Продолжая тему статьи Удальцова, газета «Первый университет» писала (10.1.1930): «превратим юбилей нашего вуза в коренную перестройку университетского образования», «наука ради науки — не наш лозунг». «Универсализм, стремление во что бы то ни стало охватить всё от кодекса Хамурапи до теории Дюги, от античной литературы до системы Менделеева — означает ничего не усвоить. И если вышестоящие организации, вроде Главпрофобра, до сих пор не удосужились поставить вопрос о закрытии „универсальных мастерских“, в которых выделываются дорогие, но ненужные вещички, то мы этот вопрос поставим сами и добьёмся его разрешения».
На заседании Правления университета под председательством Удальцова (25.12.1929) было решено разделить МГУ на отдельные вузы: Медицинский институт (путём слияния медицинских факультетов 1-го и 2-го МГУ), Институт общественных наук из 3 факультетов: советского права, историко-философской литературы и искусства, Институт исследовательского и опытного дела (на основе физико-математического факультета) из 5 факультетов: геологического, физико-математического, геофизического, опытного животноводства и растениеводства, физиологии и анатомии человека. В качестве отдельного института должен был выделиться химический факультет. В феврале 1930 года Удальцов подготовил записку в Наркомпрос, в которой главной трудностью называл выделение физико-математического факультета, после чего «дальнейшее расчленение потребует всего каких-либо 2—3 дней для разного рода формальностей, поскольку медицинский факультет в лице особой конторы клиник имеет у себя совершенно автономный административно-хозяйственный и финансовый аппарат». На реорганизованный физико-математический факультет Удальцов возлагал задачу подготовки «массовика-исследователя» для фабрично-заводских лабораторий и научно-исследовательских институтов, а также формирование преподавательских кадров для советских школ и вузов.
Для подготовки к выделению гуманитарного сектора из состава МГУ было принято решение о создании историко-философского факультета и факультета литературы и искусства вместо историко-этнологического факультета. Приказом Наркомпроса (22.4.1930) объявлено о выделении из состава МГУ химического факультета, медицинского факультета со всеми клиниками, клиническими больницами и вспомогательными научными учреждениями (на их базе был образован 1-й Медицинский институт). На основе физико-математического факультета были созданы геологоразведочное, минералогическое, геофизическое и гидрологическое отделения. Физико-математический факультет был разделён (21.8.1930) на физико-механический и биологический факультеты.
Своим приказом (20.5.1930) Удальцов объявил работу по преобразованию факультетов и отделений МГУ в другие вузы «ударной», но довести её до конца не успел.
30 июня 1930 года ректором МГУ был назначен В. Н. Касаткин, при котором процесс ускоренной ликвидации университета был приостановлен. Постановлением СНК РСФСР (13.7.1931) за университетами была сохранена задача подготовки научно-исследовательских кадров по естественнонаучным и физико-математическим специальностям.
В. В. Ремарчук пишет: «В конце 1929 г. начале 1930 г. была проведена реорганизация университета на основах единоначалия в вузах. Ректорат преобразовывался в дирекцию. По новому положению члены Правления университета и деканы факультетов назначались по представлению директора Главным комитетом профессионально-технического образования. В целях повышения качества подготовки специалистов предметные комиссии, как выполнившие свою роль по руководству перестройкой учебного процесса, были заменены кафедрами.
Был предпринят ряд мер по укреплению учебной дисциплины. С начала 1930 г. посещение лекций, семинаров, лабораторных занятий стало обязательным, а для проведения общественных студенческих мероприятий были установлены единые дни для всего университета. Строгая трудовая дисциплина предписывалась и профессорско-преподавательскому составу. В этот период была проделана большая работа по организации школ ликвидации неграмотности среди населения Москвы, продолжал функционировать рабочий факультет университета».
И. В. Кузнецов отмечает в книге «Газетный мир Московского университета»: «Анализируя содержание газеты, необходимо прежде всего отметить, что она являлась поистине правдивой летописью истории Московского университета, уделяя в то же время постоянное внимание главным политическим и другим событиям страны» (речь идёт о первом этапе существования газеты, когда она выходила под редакцией И. Д. Удальцова).

### И. Д. Удальцов и основание МГИМО
В 1943 г. И. Д. Удальцов стал инициатором создания и первым деканом Факультета международных отношений МГУ, учебный план которого сам же и разработал, а затем вынес на заседание коллегии НКИД СССР. В 1944 г. В. М. Молотов подписал указ «О преобразовании факультета международных отношений Московского государственного университета им. М. В. Ломоносова в Институт международных отношений». И. Д. Удальцов стал первым директором МГИМО. Память о его вкладе в организацию МГИМО сохранялась и после ухода Удальцова с поста директора. В частности, об этом вспоминает доктор экономических наук Б. Ф. Ключников, поступивший в МГИМО в 1952 г.

### Прочая педагогическая деятельность
После реорганизации университета в разные годы возглавлял кафедры политической экономии (с 1934), истории народного хозяйства и экономических учений (1947—1955), факультеты общественных наук, исторический, юридический, международных отношений (учебный план этого факультета был разработан И. Д. Удальцовым), как в Московском государственном университете, так и в Московском государственном институте иностранных языков. Стал основателем и бессменным деканом экономического факультета МГУ (1941—1955), работал в Московском государственном педагогическом институте, Институте экономики АН СССР (старший научный сотрудник), Коммунистической академии (профессор Института экономики, руководитель методического совета Института), Академии общественных наук при ЦК ВКП(б) (профессор), Академии коммунистического воспитания, Институте журналистики и Редакционно-издательском институте. После преобразования факультета международных отношений в Институт международных отношений (1944) стал его первым директором. В Главном управлении Наркомпроса отвечал за подготовку аспирантов. Лично руководил работой многих аспирантов. Являлся одним из учредителей и членом Бюро Секции научных работников. Длительное время был председателем экспертной комиссии ВАК по политической экономии, участвовал в разработке и совершенствовании программы курса «История экономических учений». Руководил факультетами в период эвакуации МГУ в Ашхабаде и Свердловске и их реэвакуацией в Москву. В период его руководства экономическим факультетом были заложены основы кафедральной структуры, сформирован профессорско-преподавательский штат. Выступил с инициативой создания отделения экономики стран Востока (1949—1950), положившего начало развитию на факультете тематики по международной экономике. Председатель Бюро заочного юридического образования — «Факультет советского права на дому» (1927). Член университетской Комиссии по разработке Устава МГУ (1938).

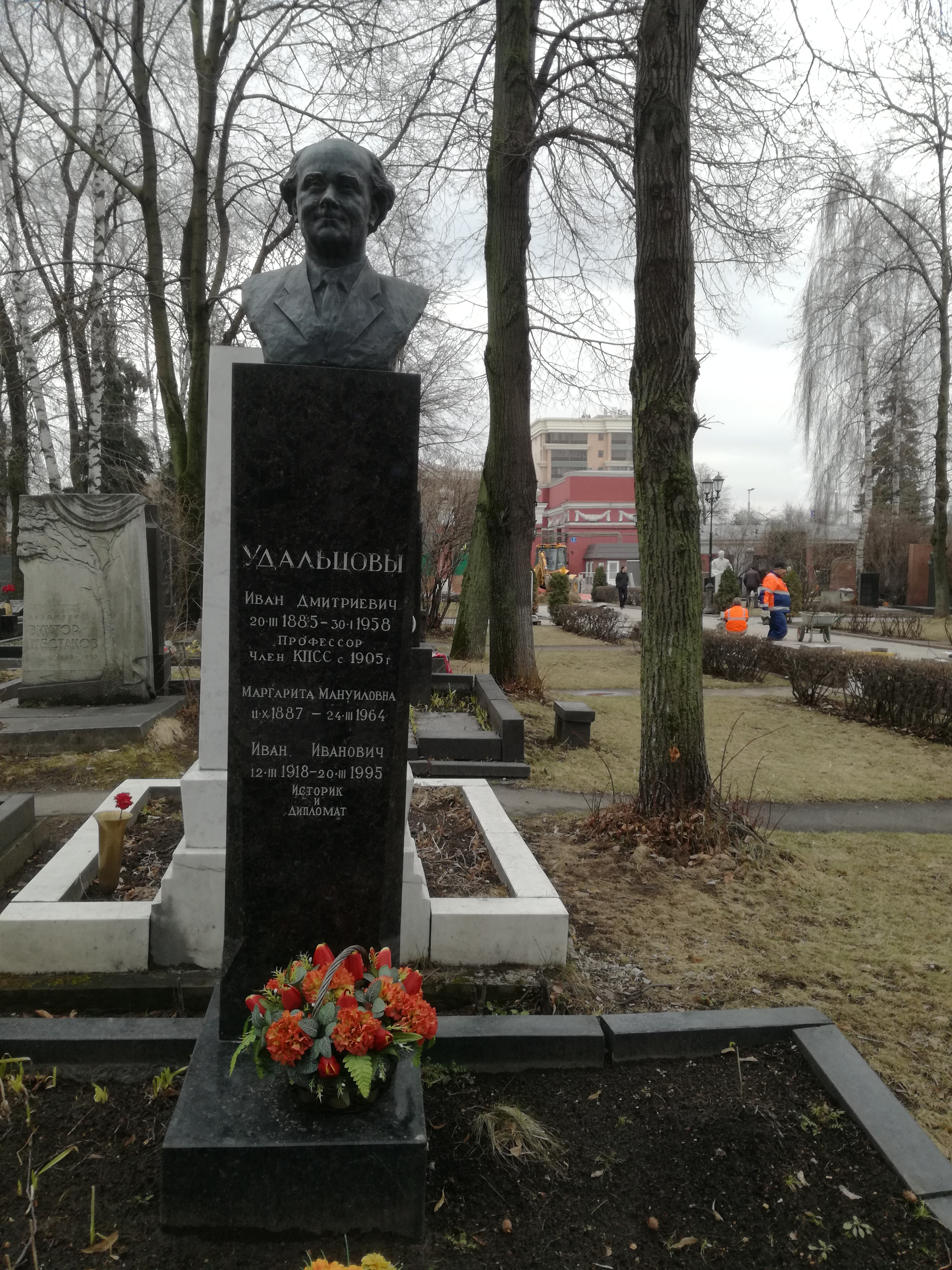
Могила Удальцова

Скончался в 1958 году. Похоронен на Новодевичьем кладбище (Центральная аллея).

### Личность и черты характера
В воспоминаниях современников особо подчёркивается энергичность и энтузиазм И. Д. Удальцова, сохранявшийся на протяжении всей его жизни, а также его интеллигентность и теплое отношение к студентам. В одном из аттестационных документов ректора МГУ от 8 сентября 1949 года отмечалось, что И. Д. Удальцов пользуется «большим авторитетом не только среди профессоров и студентов своего факультета, но всего университета». Согласно воспоминаниям В. М. Алпатова, соседями по даче И. Д. Удальцова были С. С. Прокофьев, Л. Д. Ландау и др. деятели науки и культуры.

## Область научных интересов
Политическая экономия, проблемы народного хозяйства. В 1930-х годах занимался активной редакторской деятельностью, участвовал в подготовке к публикации литературного наследия Г. В. Плеханова и Н. Г. Чернышевского. Согласно энциклопедии «Лица Москвы», «в конце 1940—50-х Удальцов сыграл важную роль в формировании научных кадров и основных направлений политико-экономических и историко-экономических исследований. Научная деятельность Удальцова носила разносторонний характер. Под его общей редакцией выходила серия „Экономическая система социализма в её развитии“ (1925—26, вып. 1, 3—6). В 1930-х Удальцов активно участвовал в публикации литературного наследия Г. В. Плеханова, входил в состав редакции, которая ещё в довоенные годы начала публиковать полное собрание сочинений Н. Г. Чернышевского. При участии Удальцова Госполитздат выпустило „Избранные экономические произведения“ (1948—49) этого мыслителя. Кроме того, Удальцов участвовал в подготовке работ по истории Московского университета, в том числе „Очерков по истории Московского университета“. Удальцов оставил много самостоятельных и оригинальных исследований. Но наиболее важные работы были посвящены научному анализу экономических идей Чернышевского».
Был полиглотом, в совершенстве знал английский, немецкий, французский, греческий и латинский языки. Автор около ста шестидесяти статей и многочисленных предисловий к сборникам и собраниям сочинений, а также учебных пособий.

### Вклад в развитие советской экономической науки
Доктор экономических наук, профессор А. Г. Худокормов отмечает: «Главная заслуга И. Д. Удальцова в том, что он явился основателем экономического факультета и был его первым деканом (1941—1954 гг.). Кроме того, он создал кафедру, аналогов которой в стране не было — кафедру Истории народного хозяйства и экономических учений — и это оказало значительное влияние на улучшение системы экономического образования, расширение историко-экономических исследований. В качестве заведующего кафедрой Истории народного хозяйства и экономических учений экономического факультета МГУ (в 1947—1957 гг.) профессор Удальцов неустанно стимулировал развитие этого направления экономической науки. Сразу же после создания кафедры по его инициативе стал готовиться специальный выпуск „Ученых записок МГУ“ (вышел в 1949 г.), предназначенный для публикации научных трудов по историко-экономической тематике. В 1956 г. за первым сборником последовал второй, также под редакцией И. Д. Удальцова. Кроме того, необходимо отметить, что под руководством И. Д. Удальцова сотрудниками кафедры был подготовлен ряд монографий».

## Семья
Брат — Александр Удальцов (1883—1958), историк-медиевист, член-корреспондент АН СССР. Первый муж художницы-авангардиста Надежды Удальцовой.
Жена — Маргарита Эммануиловна, урождённая Протопопова (1887—1964), скульптор, автор надгробных изваяний своего мужа и академика В. И. Пичеты. Согласно воспоминаниям друга и соседа И. Д. Удальцова члена-корреспондента АН СССР А. Пашкова, «в отношениях Ивана Дмитриевича с женой были видны глубокое взаимоуважение, преданность и забота друг о друге».
Сын — Иван Удальцов, историк и дипломат, доктор исторических наук, Чрезвычайный и Полномочный посол СССР в Греции, председатель АПН в 1970—1976 гг., директор Института славяноведения АН СССР. По воспоминаниям академика РАН В. М. Алпатова, сына члена-корреспондента АН СССР З. В. Удальцовой, первой жены И. И. Удальцова, его мать на протяжении многих лет сохраняла близкие отношение со своим бывшим свёкром И. Д. Удальцовым и его женой.
Внук — Александр Удальцов, российский дипломат, Чрезвычайный и Полномочный посол, Председатель Фонда поддержки и защиты прав соотечественников, проживающих за рубежом. Председатель Российской ассоциации прибалтийских исследований.
Внучка — Маргарита Удальцова, историк, научный сотрудник Института истории СССР АН СССР. Состояла в браке с доктором исторических наук, профессором, главным редактором журнала «Отечественная история» Станиславом Тютюкиным.
Правнук — Сергей Удальцов, российский политик, лидер российского Левого фронта.

## Награды
Награждён двумя орденами Ленина, орденами Трудового Красного Знамени и «Знак Почета», медалью «За доблестный труд в Великой Отечественной войне 1941—1945 гг.», знаком «Отличник народного просвещения РСФСР», Благодарностями Министерства высшего образования СССР («за многолетнюю плодотворную работу», «за заслуги в деле подготовки высококвалифицированных специалистов-экономистов»). Имел звание заслуженного деятеля науки

## Оценки и воспоминания
А. И. Пашков, член-корреспондент АН СССР, доктор экономических наук:

И. Д. Удальцов запомнился мне как весьма эрудированный и авторитетный профессор, уделявший студентам много внимания и сил. <…> Иван Дмитриевич <…> отличался неизменным педагогическим тактом. Хочу отметить, что Иван Дмитриевич одним из первых зачинателей и организаторов по изучению истории русской экономической мысли. Работа под его руководством доставляла мне и всем другим работникам большое удовольствие. Это был знающий дело, культурный организатор научной работы и, к тому же, обаятельный человек. <…> Всем импонировал неизменно спокойный характер Ивана Дмитриевича, его способность не поддаваться аффектам, всегда трезво оценивать обстановку, факты, а также его исключительная скромность. <…> Отношения Ивана Дмитриевича со студентами могут быть поставлены в образец. Он был внимателен, чуток к студентам, прост и доступен для них. Часто студенты обращались к нему не только по учебным делам, но и советовались с ним по вопросам личного характера как с отцом, старшим братом. Студенты любили своего профессора и декана, и он отвечал им тем же. Мы, соратники Ивана Дмитриевича, удивлялись и восхищались молодостью его души, его оптимизмом и жизнерадостностью. Сам он говорил, что секрет этого кроется в его постоянном общении с молодежью, что именно от этого он чувствует себя молодым.

Н. А. Сидоров, доктор философских наук, выпускник МГИМО 1948 года (первый выпуск):

Иван Дмитриевич Удальцов, друг В. И. Ленина, старый большевик, человек огромного кругозора и культуры, удивительно интеллигентный, прекрасный оратор. Это был наш любимец, обаятельный, педагогичный, тактичный в отношениях со студентами. Он стал первым ректором МГИМО, и старый институтский гимн трижды включал в себя имя Ивана Дмитриевича.

Б. Ф. Ключников, доктор экономических наук, профессор, главный научный сотрудник Института востоковедения РАН, студент МГИМО в 1952—1957 гг.: 

Осенью 1952 года я стал студентом престижного МГИМО. В студенческой песне, сложенной веселыми старшекурсниками, пелось:
Там науки браво изучают
Четыреста отборных молодцов.
И всех их возглавляет и всех их опекает
Иван Димитрич Удальцов.
Эх, что за чудо, Иван Димитрич Удальцов!

Ректор Удальцов был замечательный воспитатель будущих дипломатов-патриотов. Он стремился из детей рабочих и крестьян сформировать личности, не уступающие в благородстве отпрыскам знатных семей, которые учились вместе с Пушкиным, Дельвигом, Кюхельбекером, Горчаковым в Царскосельском лицее. Когда бываю на Новодевичьем кладбище, останавливаюсь у его могилы и невольно шепчу Поминальную молитву. Не много я знаю о нем, был ли он верующим? Знаю, что он любил Россию, институт и своих питомцев. Программа обучения была составлена так, чтобы наполнить наши головы широкими и узкопрофессиональными знаниями, а сердца честью и долгом служения отчизне. 

Ф. Я. Полянский, доктор исторических наук, профессор МГУ:

Появления Ивана Дмитриевича на заседаниях сектора всегда вызывали большое оживление. Он отличался необычайной общительностью и активно участвовал в «массовых мероприятиях», в том числе праздничных. Я отлично помню, как он великолепно кружился в вихре вальса, имея за плечами уже 62 года.

М. И. Суворова, доцент МГУ:
И. Д. Удальцов никогда не ограничивался тем, что прочитывал диссертацию соискателя, а говорил: «Я хочу видеть и слышать самого человека, чтобы составить себе полное представление о том, кого мы обсуждаем».
П. А. Хромов, член-корреспондент АН УССР:
Однажды захожу я в кабинет декана экономического факультета и вижу, что Иван Дмитриевич чем-то сильно взволнован. Я спрашиваю: «В чём дело?» Он не может даже говорить от волнения. Оказывается, ему пришлось выгнать одного субъекта, предлагавшего взятку за поступление сына в университет. Успокоившись, Иван Дмитриевич жалел, что не вызвал милицию, чтобы задержать и наказать этого субъекта.
Н. К. Каратаев, профессор МГУ:
Иван Дмитриевич заботился о кадрах, укреплял коллектив своей кафедры. Он бережно и внимательно относился к людям, всегда стремился помочь им, проявлял большой интерес к начинаниям учёных, их проблематике и исследовательским дерзаниям.
М. Ю. Рачинский, студент МГУ в 1940-е годы:
Заботливость, внимание, доброжелательность и принципиальность проявлялись в каждом поступке И. Д. Удальцова. Никогда не забудутся поучительные примеры той ответственности, с которой он выполнял каждое порученное ему дело.
В. М. Рахманова, студентка экономического факультета МГУ в 1940-е гг.:
Мой диплом сочли нужным показать декану факультета, профессору И. Д. Удальцову. Он захотел со мной побеседовать. Он расспросил меня о моей жизни и семье. Рассказала я и о моем незрячем брате, который перешел уже на 2-й курс исторического факультета университета. Профессор Иван Дмитриевич Удальцов! Какой это удивительный человек, умный и добрый. Я рада, что в его честь названа улица недалеко от университета. Он по-настоящему любил студентов, и они отвечали ему взаимностью.

## Память
- Именем И. Д. Удальцова названа улица в Западном административном округе Москвы в районе проспекта Вернадского и Раменки.
- В 1975 году на базе МГУ была проведена Международная научная конференция им. И. Д. Удальцова. До 2008 года по адресу ул. Остоженка, 16 функционировал музей И. Д. Удальцова.
- Именем И. Д. Удальцова названы аудитории в МГУ и МГИМО.
- В 1960—1970 имя И. Д. Удальцова носил комсомольский строительный отряд.
- В 1978 году Издательством Московского университета в серии «Замечательные ученые Московского университета» была опубликована книга «Иван Дмитриевич Удальцов». В МГУ и МГИМО неоднократно выходили сборники статей, посвящённые памяти И. Д. Удальцова[13].

- В МГИМО учреждена Премия И. Д. Удальцова за преподавательскую работу на специальных кафедрах. Основаниями для вручения премии могут служить «разработка и начало преподавания нового (или принципиально обновленного) учебного курса» или «подготовка и опубликование учебно-методических изданий». Премия вручается ежегодно. Размер премии за 2020 год составил 500 000 рублей[17].
- Портрет И. Д. Удальцова размещён в Музее истории МГИМО.

- На экономическом факультете МГУ учреждена именная стипендия имени И. Д. Удальцова для студентов бакалавриата и магистратуры, которую выплачивают за работы, посвящённые «вопросам истории экономической науки»[18].

- И. Д. Удальцов упоминается в гимне факультета международных отношений МГУ (автор В. Ардатовский)[19].